# Гёклинген
Гёклинген (нем. Göcklingen) — община в Германии, в земле Рейнланд-Пфальц. 
Входит в состав района Южный Вайнштрассе. Подчиняется управлению Ландау-Ланд.  Население составляет 897 человек (на 31 декабря 2010 года). Занимает площадь 7,27 км².